# Činovi i oznake časnika ratnih mornarica NATO-a

## Poveznice
- Činovi i oznake časnika kopnenih vojska NATO-a